# АСК ТП станції підземного зберігання газу
АСК ТП станції підземного зберігання газу (АСК ТП СПЗГ) (рос. АСУ ТП станции подземного хранения газа (АСУ ТП СПХГ); англ. underground gas storage station PMACS; нім. ASSTG der Erdgasuntertagespeicher station (ASSTG EgUSS)) — у газовій промисловості — автоматизована система керування, що забезпечує контроль за ходом технологічного процесу з приймання, підготовки, закачування, відбирання та розподілення газу, за роботою обладнання (за допомогою локальних САК); працює під керуванням та за завданням АСК газотранспортним підприємством.